# Landbrugsby
En landbrugsby er en gammel landsby, der som følge af indbyggertallets størrelse regnes blandt de bymæssige bebyggelser, selv om landbrug fortsat udgør indbyggernes hovednæringsvej. Mange af disse byer overlevede udskiftningen uden de store udflytninger og blev som følge af samfundsudviklingen forsynet med en række ydelser inden for håndværk, industri, handel, tjenester og embedsvæsen, hvorved den oprindelige hovednæringsvej landbruget nok har aftaget i betydning, men fortsat udgør hovednæringsvejen for mere end halvdelen af indbyggerne, idet det samlede indbyggertal tillige var større end 200 (svarende til Danmarks Statistiks afgrænsning af bymæssige bebyggelser i henseende til mindstebefolkning). Landbrugsbyer adskiller sig på den ene side fra landsbyer, der har mindre end 200 indbyggere, og på den anden side fra vejbyer og stationsbyer med hensyn til dels oprindelsesbaggrund, dels næringsforhold, idet landbrug ofte vil spille en større rolle end i bebyggelser, der ikke har en gammel landsby som oprindelsesbaggrund.

## Historie
Allerede i midten af 1800-tallet var et antal landsbyer blevet forsynet med skole, kro og/eller købmand, undertiden tingsted, hospital (svarende til senere tiders fattighuse og alderdomshjem/plejehjem), læge, apotek og håndværkere – ikke blot smede, vævere, skomagere, træskomagere, huggere, bødkere og lignende men måske tillige møller (vandmølle, vindmølle, hestemølle, dampmølle) eller deraf afledte fabriksanlæg, teglværk/teglslageri, redningsstation (ved den vestjyske kyst) og lignende. Fra midten af 1800-tallet til 1870-erne skete en ikke ubetydelig udvidelse af sådanne ydelser i tilknytning til gamle landsbyer, og i løbet af disse år kom især købmænd, læger, apoteker og forskellige fabriksvirksomheder til i flere byer tillige med skoler (foruden folkeskoler ikke mindst folkehøjskoler, men tillige lærerseminarier, håndgerningsskoler og lignende), dog uden at disse udviste nogen særlige samling bestemte steder, men derefter var det fortrinsvis i egne uden jernbanestation at en sådan virksomhed fandt sted, mens man ellers foretrak at anlægge sådant virke ved jernbanestationer og derved medvirkede til fremkomsten af stationsbyer. Henimod århundredeskiftet kom yderligere andelsmejerier, brugsforeninger og forsamlingshuse til, og i begyndelsen af 1900-tallet blandt andet telefoncentraler og telegrafstationer, senere sognebibliotek og stadion.
En del landbrugsbyer forblev på det stade, hvor landbrug spillede en ikke ubetydelig rolle som næringsvej, mens andre tidligere landsbyer med tiden ganske afviklede deres oprindelige næringsgrundlag – ikke mindst i egne med langt til nærmeste købstad og/eller stationsby og dermed fik præg af industriby og/eller oplandsby, i gunstigste fald endda som midtvejsby (by i de mest købstadsfjerne egne).
Landbrugsbyernes storhedstid lå i tiden frem til 1950, hvor Aage Aagesen selv opgjorde 106 sådanne byer, derefter skete enten en videreudvikling til vejby eller en afvikling af de stedlige næringsdrivende, idet indbyggerne i stigende grad i stedet søgte til en nærtliggende, større by (stationsby eller købstad) for at få dækket sine behov for tjenester og varer. Denne afvikling skete med stigende hastighed efter 1975. Samtidig er landbrugets betydning for de bosattes sysselsætning faldet således, at der ved indgangen til det 3 årtusinde næppe er nogen nævneværdig forskel på sysselsætningen blandt beboerne i disse småbyer og i større byer.

## Eksempler
Eksempler på sådanne landbrugsbyer var i 1930: Nordby på Samsø, Anderup by på Fyn, Ølholm i Vejle amt, Thorsager på Djursland, Brovst kirkeby i Han Herred og Løjt Kirkeby i Sønderjylland, men som hovedregel gælder det, at hvis en landsby voksede op i de bymæssige bebyggelsers gruppe, skete der samtidig (og ofte ret brat) et skifte i hovednæringsvejene. Undersøgelser har vist, at dette skifte skete endog tidligt i mange landsbyer, således før 1840 i Vejen (Jylland), mellem 1850 og 1860 i Borup (Sjælland) og Ringe (Fyn), mellem 1860 og 1870 i Kværndrup (Fyn) og Rønde (Jylland), mellem 1870 og 1880 i Holeby (Lolland), Sindal og Skørping (Jylland), og mellem 1890 og 1901 i Mern (Sjælland).